# Duero (Bohol)
Duero é um município de  quarta classe de renda municipal (d) na província Bohol, nas Filipinas. De acordo com o censo de 1 de maio  de  2020 possui uma população de 18 861 pessoas e 4 517 domicílios.